# ハイウェイサイドタウン
ハイウェイサイドタウンは、滋賀県湖南市の町名、行政区名。一般的に「サイドタウン」と略して呼ばれている。

## 地理
湖南市北西部にある雨山（）と笹尾ヶ岳の南側、名神高速道路の北側に位置する。2019年（令和元年）8月1日現在の住民基本台帳によれば、世帯数796戸、人口2,096人である。地区のはずれから700 mほどで、滋賀県希望が丘文化公園の南ゲートに至る。地区の東側に湖南市立菩提寺北小学校、ひかり幼稚園がある。

## ハイウェイサイドタウンの開発
開発される以前は、真砂土の裸地とアカマツ林だった。1966年（昭和41年）春に西日本観光が別荘地・住宅地として開発を始め、同年11月に最初の居住者が入居した。

## 開発コンセプト
名神高速道路の脇に開発されたため、「ハイウェイサイドタウン」と命名された。100坪規模の敷地、赤い三角屋根の家、マイカー付きで開発されて、当時の流行語の「家つき、カーつき、ババ抜き」に見合う風光明媚な住宅地であり、京阪神からの別荘地として分譲された。当初は別荘地として家とマイカーのセットを230万円で販売したこともあった。
100数戸の家（販売当初は別荘）が建ち、プールやテニスコートも設置されたが、プールは宅地開発の影響により1985年（昭和60年）頃に埋め立てられたため現存しない。テニスコートは自治会館の裏に建設されたが、後に閉鎖され、更地となっている（2023年（令和5年）6月時点）。

## ハイウェイサイドタウン自治会
世帯数が20戸ほどになった1968年（昭和43年）9月1日に自治会を設立した。

## 交通アクセス
- JR草津線石部駅
  - 湖南市コミュニティバス（めぐるくん）「ハイウェイサイドタウン」停留所下車。
- JR琵琶湖線（東海道本線）野洲駅
  - 滋賀バス「ハイウェイサイドタウン」停留所下車。

備考
- 隣接する菩提寺PA（名神高速道路）には、名神ハイウェイバスの菩提寺バスストップがある。

#### 本文
1. ↑  “湖南市総人口（平成31年8月1日現在）” (PDF).   湖南市 (2019年8月1日). 2019年8月26日時点のオリジナルよりアーカイブ。2023年8月7日閲覧。
2. 1 2 3  横田秀雄・杉山友子・柏原希衣・瀬戸口美代子 1998, p. 26.
3. ↑  “家付きカー付き婆抜き”. 日本語俗語辞書.   ルックバイス. 2022年5月16日時点のオリジナルよりアーカイブ。2023年8月7日閲覧。
4. ↑  横田秀雄・杉山友子・柏原希衣・瀬戸口美代子 1998, p. 23.

#### 動画
1. ↑  「1971年 ハイウェイサイドタウンのプール【なつかしが】（びわ湖放送）」の動画より。プールの写真に「西日本観光」の広告が写っている。
2. ↑  「1971年 ハイウェイサイドタウンのプール【なつかしが】（びわ湖放送）」の動画より。菩提寺まちづくり協議会文化芸術委員会委員長（当時）の解説から。